# Текоман
Текома́н (исп. Tecomán) — город в Мексике, в штате Колима, входит в состав одноименного муниципалитета и является его административным центром. Численность населения, по данным переписи 2020 года, составила 88 337 человек.

## Общие сведения
Название Tecomán с языка науатль можно перевести как: место предков.
В 1523 году, в нескольких километрах к юго-востоку от индейской деревни Кахитлан, в долине Текоман Гонсало де Сандоваль основал энкомьенду под названием Сантьяго-де-Текоман, куда переселялись индейцы из близлежащих деревень.
В 1847 году произошло землетрясение, разрушившее множество зданий.
26 января 1952 года Текоману был присвоен статус города.
Он расположен на федеральной трассе 200 между Акапулько и Пуэрто-Вальяртой, а до столицы штата, города Колима, расположенному в 45 км севернее, можно добраться по федеральной трассе 110.

## Население
| Год  | Численность | Численность |
| ---- | ----------- | ----------- |
| 2000 | 74 106      | [ 7 ]       |
| 2005 | 76 166      | [ 8 ]       |
| 2010 | 85 689      | [ 9 ]       |
| 2020 | 88 337      | [ 10 ]      |